# Amapá (municipio)
Amapá  es un municipio de Brasil, en el este del estado de Amapá. Su población es de 7.465 habitantes (2006) y su extensión es de 9169 km², lo que da una densidad de población de 0,79 hab/km².
Limita al norte y al este con el océano Atlántico, con los municipios de Macapá y Cutias al sur, Tartarugalzinho y Pracuúba al sudoeste y Calçoene al oeste y noroeste.